# Reformierte Kirche Peist

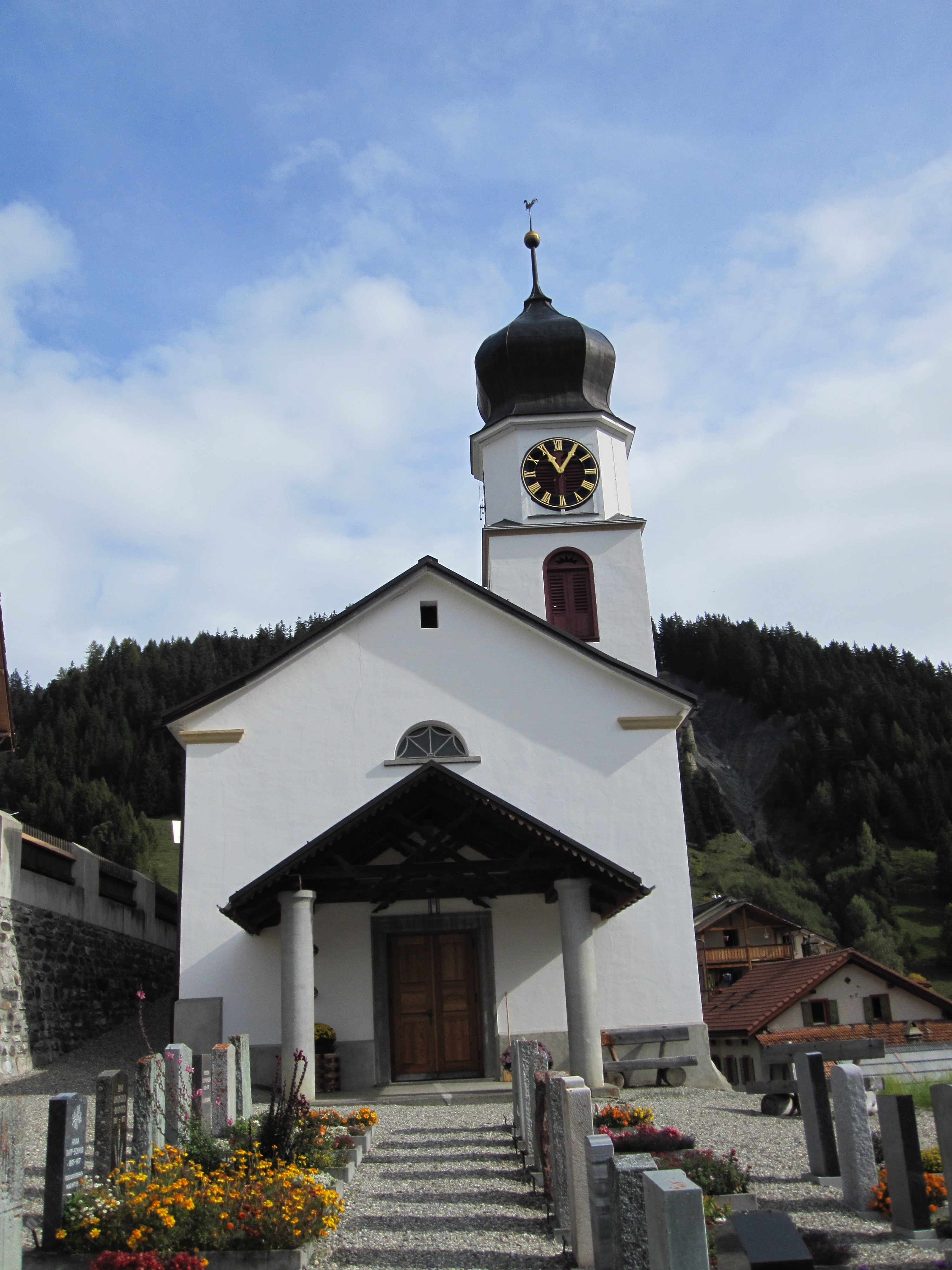
Peister Kirche

Die reformierte Kirche in Peist im Schanfigg ist ein evangelisch-reformiertes Gotteshaus unter dem Denkmalschutz des Kantons Graubünden.

## Geschichte und Ausstattung
Die Kirche wird ersturkundlich 1487 unter dem Patrozinium der Heiligen Calixt und Florinus bezeugt. Peist nahm die Reformation relativ früh bereits 1530 an und kaufte sich nach den Bündner Wirren 1657 vom bischöflichen Hof in Chur los.
Die Peister Kirche ist die einzige im Schanfigg, deren Kirchturm eine Zwiebelhaube aufweist. 
Im Mittelpunkt des deutlich vom Kirchenschiff abgesetzten Chores steht der Taufstein, der zugleich als Abendmahlstisch dient. Die von einem Schalldeckel gezierte Kanzel, beide mit reicher Schnitzerei verschönt, ist an der Grenze von Chor und Schiff angebracht. Die Metzler-Orgel aus dem Jahr 1924 verfügt über acht Register auf zwei Manualen und Pedal, sie hat pneumatische Traktur. Das Instrument wurde 2016 restauriert.

## Kirchliche Organisation
Die Evangelisch-reformierte Landeskirche Graubünden führt Peist als Teil der Kirchgemeinde Mittelschanfigg.

## Galerie

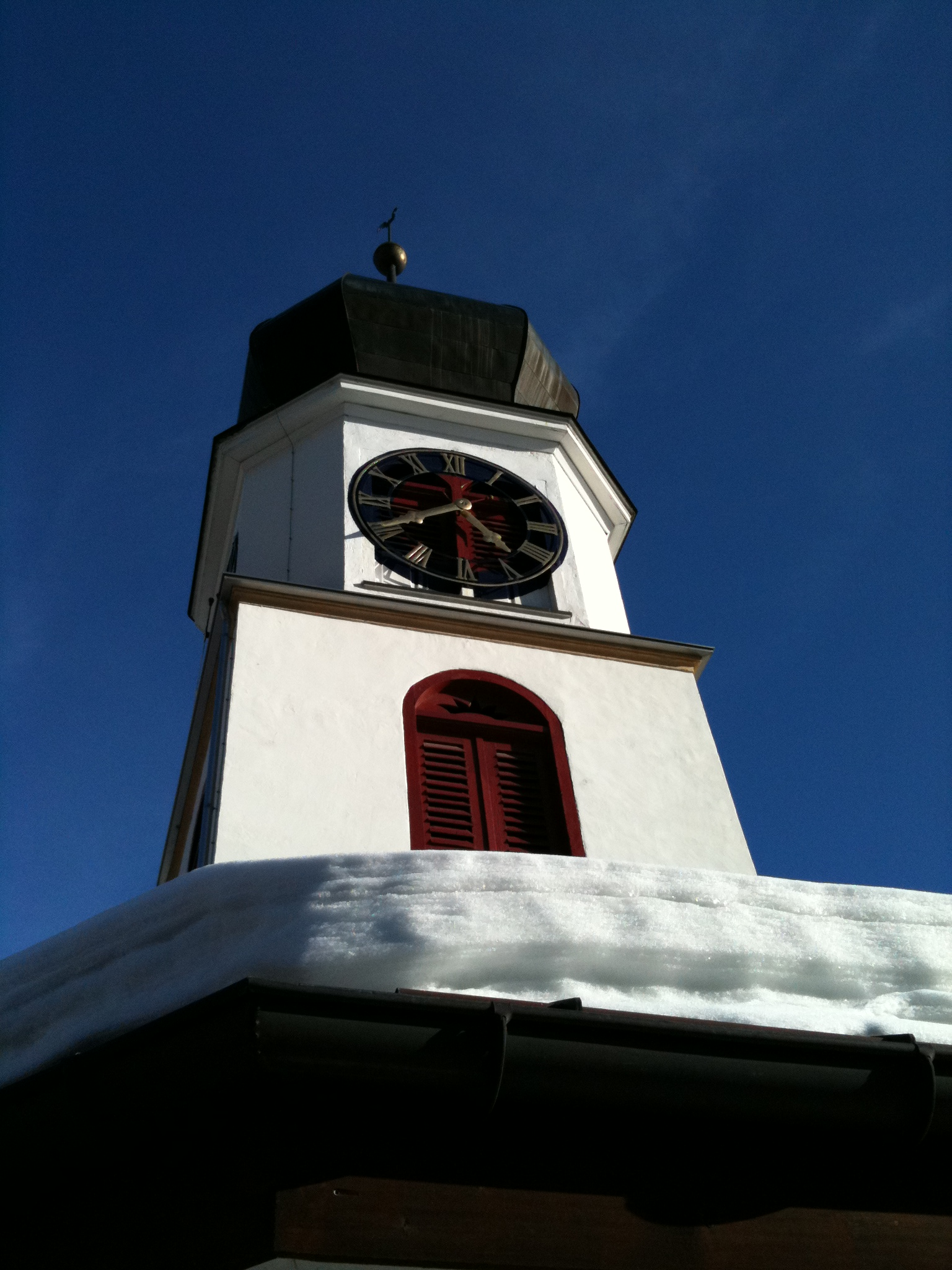
Kirchturm
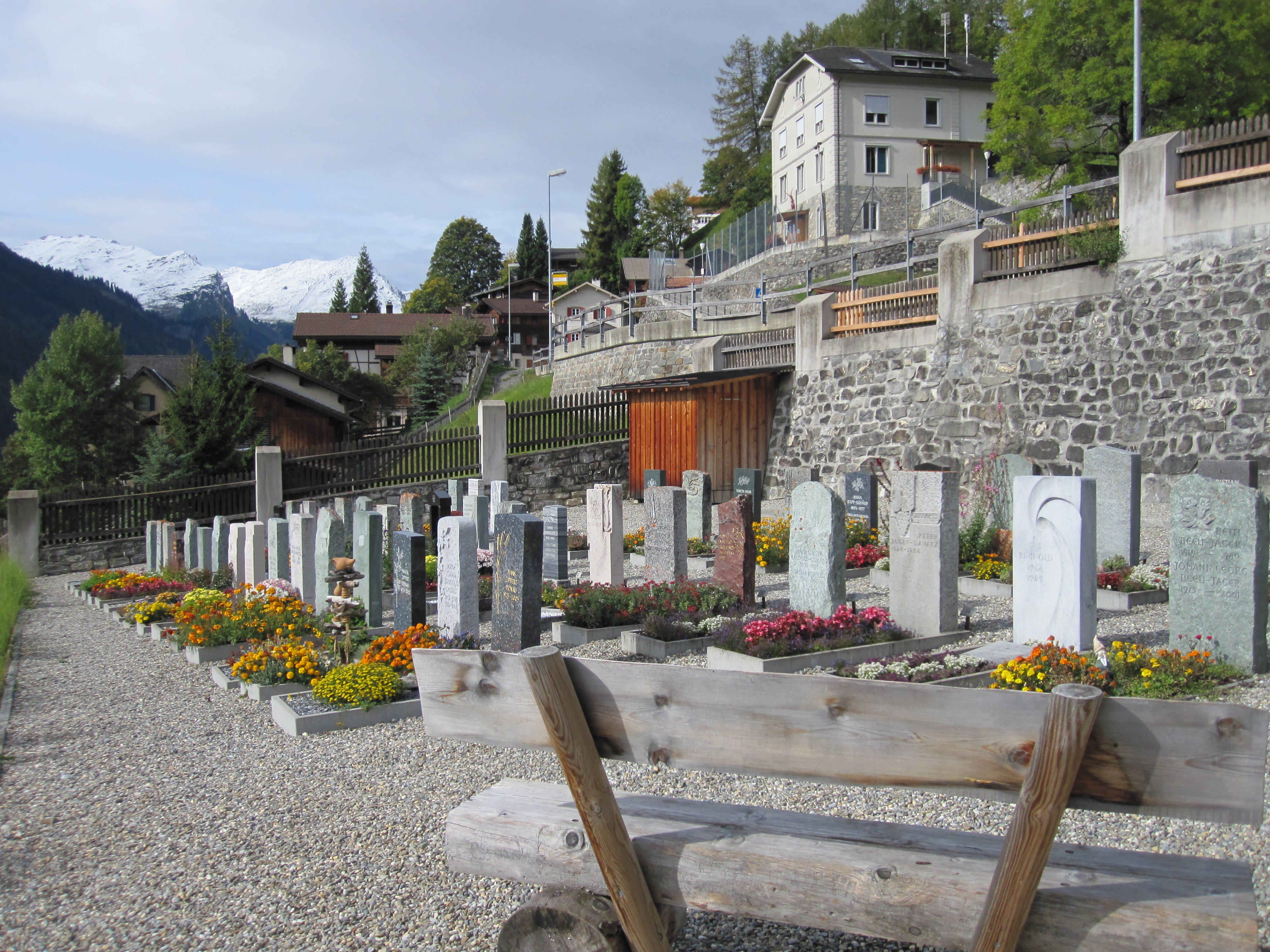
Friedhof der Kirche
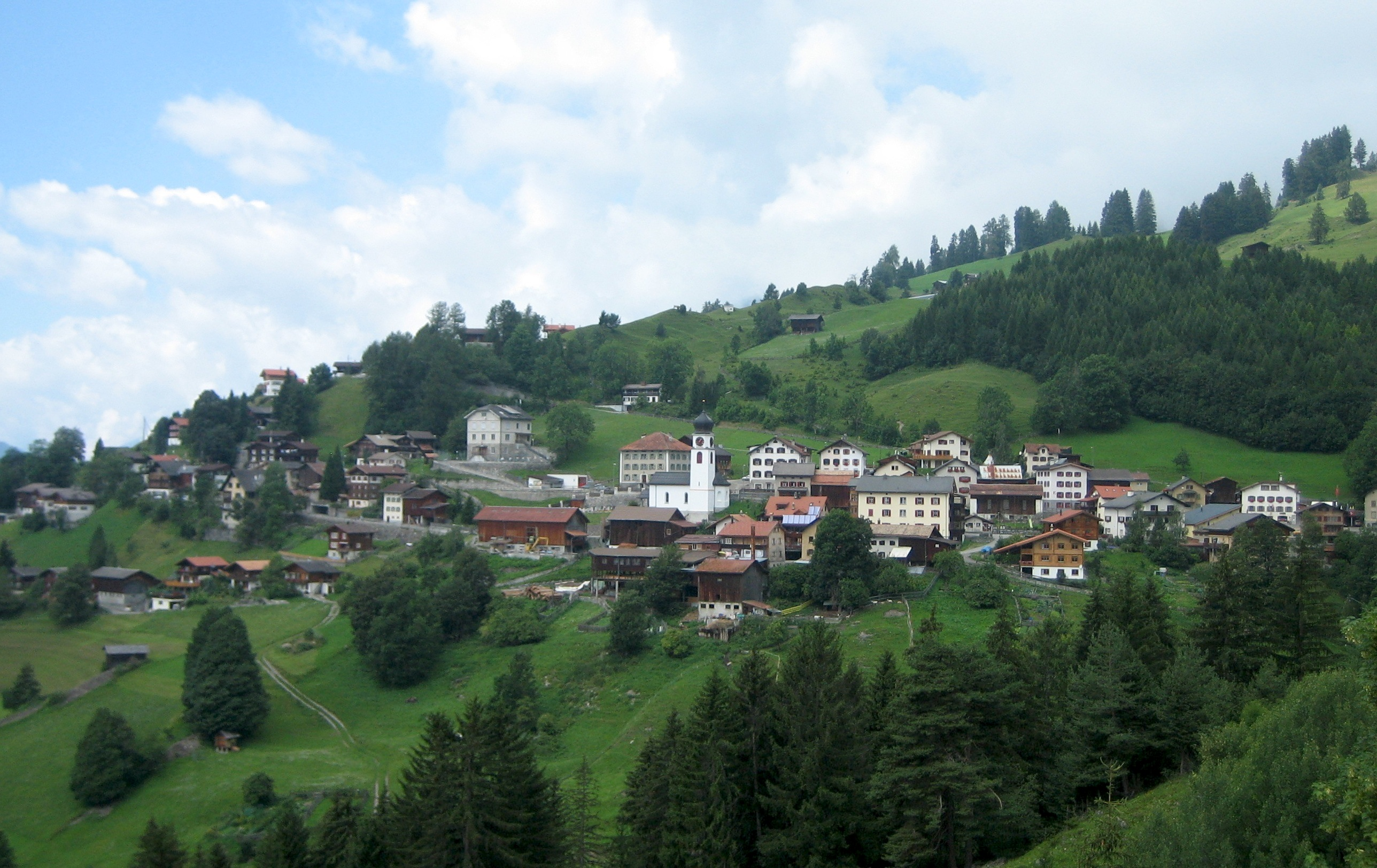
Die das Dorfbild prägende Peister Kirche im Zentrum